# 杨润时
杨润时（1944年10月—），男，辽宁人，中华人民共和国政治人物。

## 生平
1969年，毕业于中国人民大学。1970年至1978年，在黑龙江大兴安岭林区工作，当过工人、基层干部、地委机关报编辑部主任。1978年至1981年，在中国社会科学院研究生院学习，并获硕士学位。1981年至1993年，在中国社会科学院工作，曾任新闻研究所副所长、院办公厅主任、副秘书长。1993年，在最高人民法院工作，任审判委员会委员，研究室主任。2003年4月，任最高人民法院办公厅主任。